# Emigratie (novelle)
'Emigratie' is een kort verhaal van de Nederlandse schrijver Willem Frederik Hermans, geschreven in 1946 en opgenomen in de eerste druk van de verhalenbundel Moedwil en misverstand uit 1948. Gerard fietst naar Clasina, die in een buurt woont die wordt afgebroken. Hij heeft haast, want zij zullen een kwartier later samen met de taxi naar het vliegveld gaan. Werkzaamheden aan de trambaan laten hem weinig ruimte en hij komt onder de tram terecht waarin zich Clasina bevindt, die op weg was naar hem. Het verhaal beslaat vier pagina's en wordt vanwege de surrealistische aard wel met het werk van Franz Kafka vergeleken.

## Inhoud
Op een warme zomerdag fietst Gerard in de buurt van de Colosseumlaan naar zijn slechtziende vriendin Clasina. Van haar huis zullen ze per taxi naar het vliegveld gaan om te emigreren. De straat waardoor hij fietst - de kortste weg naar haar - wordt afgebroken, de enige mensen die hij ziet zijn werklui, bezig met pneumatische boren het beton tussen de tramrails af te breken. Hij rijdt 'tussen een muur van huizen en de ijzeren gracht der naakte tramrails'. Gerard is bang dat de weg verderop is afgesloten en kijkt daarom uit naar tegemoetkomende trams.
Als hij er een ziet, ziet hij tegelijk gemotoriseerde politie die hem wenkt dat de weg is afgesloten; alleen militair transport mag erdoor. Gerard keert om en rijdt aan dezelfde kant van de rails terug, naast het tramspoor als aan een afgrond', tegen het verkeer in. Hij probeert in de hitte de tram bij te houden, wat de passagiers opvalt. Sommigen 'wezen op hun voorhoofd', een passagier biedt hem 'spottend een kogelflesje' aan. Bij het naderen van de tram springen de werklui opzij.
Plotseling remt de tram af en stromen de mensen toe: Gerard is voor de tram gevallen, van hem resteert nog een bloedplas en gebroken beenderen. Uit de tram stapt Clasina, op weg naar de Colisseumlaan waar Gerard woont. Kennelijk ging de vliegtocht waarvoor Gerard zich haastte niet door.

### Personages
- Gerard, fietser op weg naar zijn vriendin
- Clasina, zijn vriendin
- trampassagiers, stratenmakers, politie

## Motieven
De glibberige modder waarmee de straatwerkzaamheden gepaard gaan hangen volgens onderzoeker Baudoin Yans samen met 'de Hermansiaanse afkeer van de (...) organische natuur'.
Op de eerste pagina zijn werklieden bezig het beton tussen de tramrails op te breken, zodat het spoor eruitziet als 'een eindeloze ladder naar de horizon'. Yans wijst erop dat in het werk van Hermans een ladder vaak naar de dood leidt, ook als die horizontaal is. Hij noemt als ander voorbeeld uit dezelfde verhalenbundel het brikettenlint uit 'Atonale', dat de fabriek vernietigen zal en in het verhaal met een 'horizontale roltrap' wordt vergeleken.

## Publicatiegeschiedenis
In 1947 verscheen 'Emigratie' in de almanak Kompas der Nederlandse letterkunde, 195-197. In 1948 maakte het met zes andere novellen deel uit van de novellebundel Moedwil en misverstand die in augustus 1948 verscheen bij J.M. Meulenhoff.
In december 1967 verscheen in Norte onder de titel 'Emigración' een vertaling in het Spaans van Francisco Carrasquer.

## Waardering
Ed Popelier vindt het een boeiend verhaal dat met zijn 'sterk surrealistische inslag' doet denken aan Kafka.